# Witzenhausen
Witzenhausen är en tysk småstad i distriktet Werra-Meißner-Kreis i förbundslandet Hessen. Staden ligger vid floden Werra i en region med många körsbärsträdsodlingar. Witzenhausen bildas av 16 stadsdelar.
Varje år hölls under andra helgen i juli en skördefest i staden. Under festen koras årets körsbärsdrottning. Kassels universitet har en utpost (ekologisk jordbruk) i staden. Till utposten hör ett växthus där exotiska växter som banan, citron och kakao odlas. I Witzenhausen finns dessutom ett etnologiskt museum. Skolverksamheten började 1898 som ett företag (Deutsche Kolonialschule) för att utbilda personer som skulle flytta till Tysklands kolonier.
Witzenhausens vänorter är Saint-Vallier (Frankrike), Filton (utanför Bristol, England), Vignola (Italien) och Kayunga (Uganda).

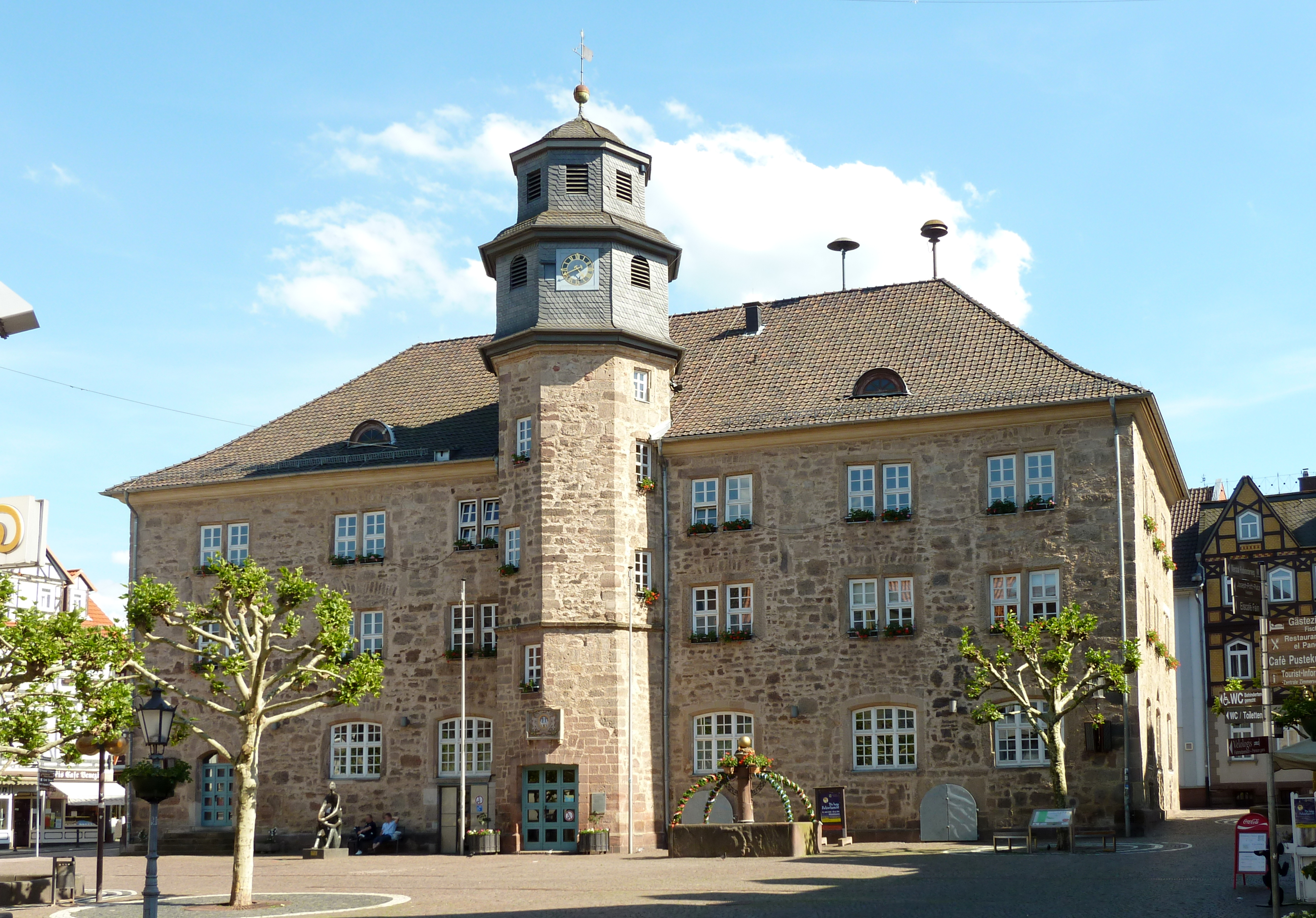
Rådhuset
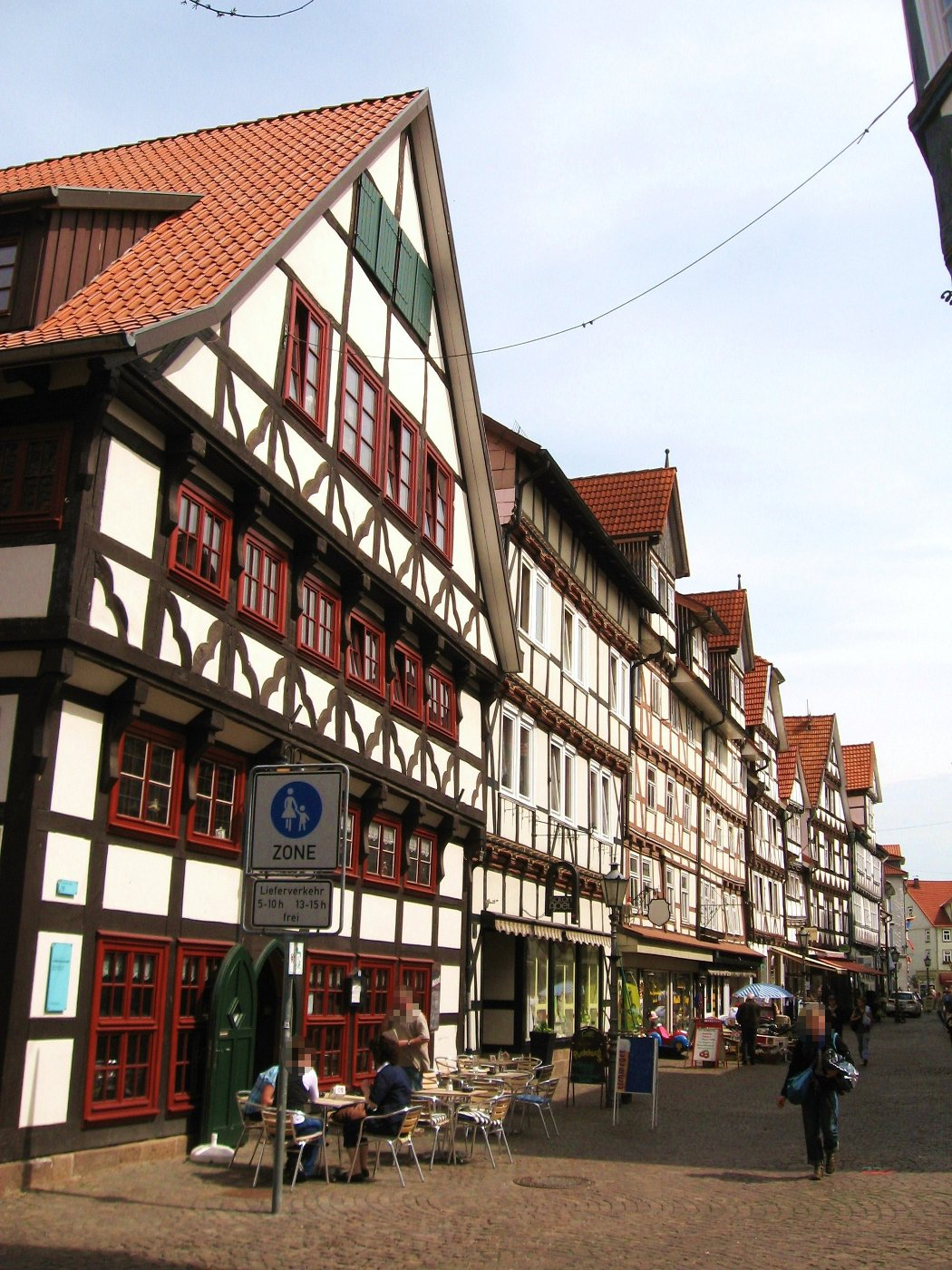
Korsvirkeshus i stadens centrum
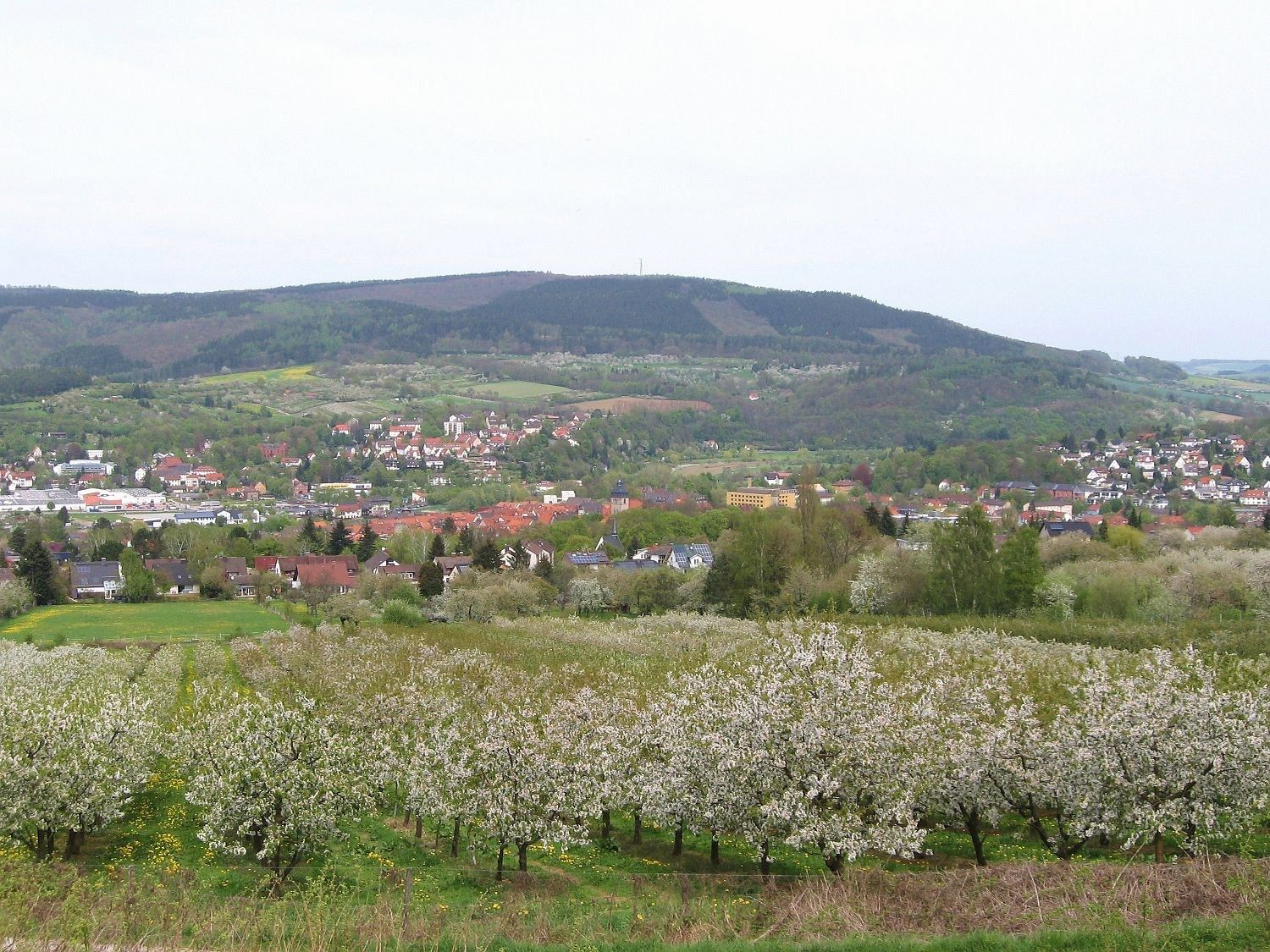
Körsbärsodlingar utanför staden
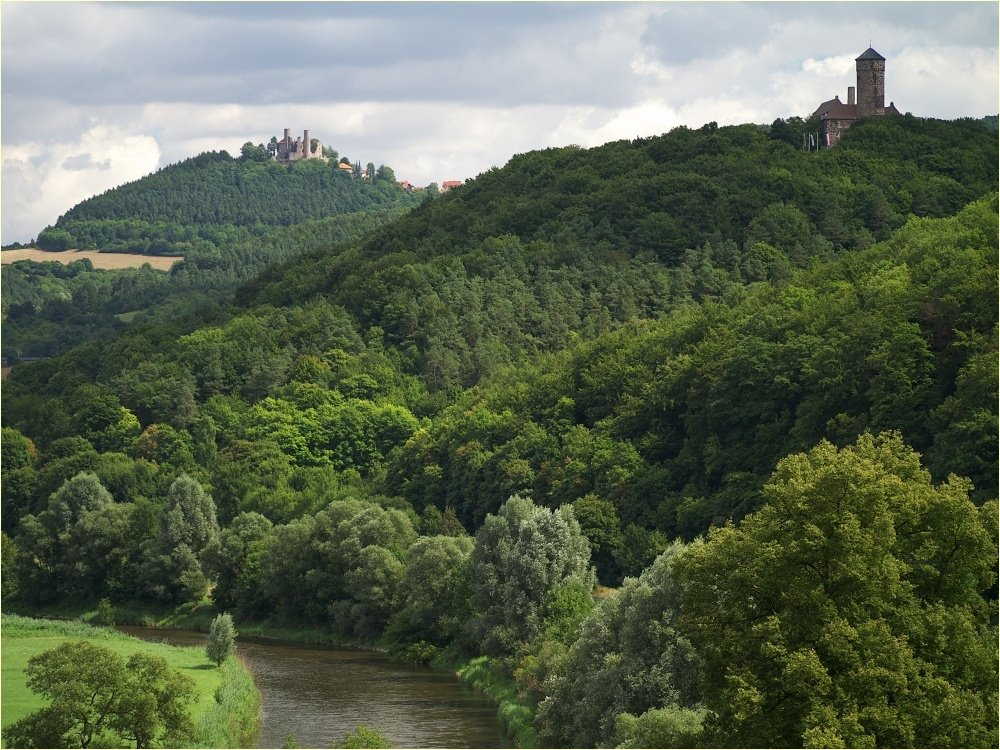
Vy med två borgar i stadsdelen Wendershausen

## Historia
Även om orten kan vara äldre så finns de första källorna om Witzhausens existens från tiden när de thüringska lantgrevarna var härskare i Werraflodens dalgång. Orten fick 1225 behörighet att hålla marknader. Lantgrevarna var i strid med biskopen från Mainz och 1232 förintades orten av biskopens legosoldater. Samhället återskapades och dessutom byggdes två ringmurar. Redan 1247 betecknas Witzhausen som stad (civitas).
Innanför stadsmurarna grundades flera hantverkargillen som skapade rikedomar. Å andra sidan förekom stadsbränder (bland annat 1479) och epidemier (pesten 1599) samt plundringar under trettioåriga kriget. Under 1800-talet etablerade sig olika fabriker i staden som producerade till exempel papper och cigarr.